# Heinrich Buz
Heinrich Buz (od 1907 r.: Heinrich Ritter von Buz; ur. 17 września 1833 w Eichstätt w Bawarii, zm. 8 stycznia 1918 w Augsburgu) – niemiecki inżynier, konstruktor i przemysłowiec związany z Augsburgiem, jeden z twórców potęgi przemysłu maszynowego w tym mieście.
Był synem Carla Augusta Buza (1803 – 1870). Studiował w „Königliche Polytechnische Schule” w Augsburgu i w „Polytechnikum” w Karlsruhe, a następnie jako młody inżynier praktykował w Alzacji, Paryżu i Londynie. W 1857 r. wrócił do Augsburga, gdzie jego ojciec zatrudnił go w nowo powstałej „Maschinenfabrik Augsburg AG“.
Od 1864 r. H. Buz samodzielnie kierował spółką. Pod jego kierownictwem zdobyła sobie ta firma wybitne miejsce w całym niemieckim przemyśle maszynowym. Kontynuując tradycję zakładu, w 1873 r. wyprodukował pierwszą w Niemczech rotacyjną maszynę papierniczą do drukowania gazet, ale także pierwszy w Niemczech agregat chłodniczy pracujący według metody Carla von Linde. W 1879 r. kierowana przez niego fabryka zbudowała jako pierwsza w Niemczech leżącą maszynę parową, a w 1888 r. również jako pierwsza w Niemczech zbudowała maszynę parową z trzystopniowym rozprężaniem, stosowaną później powszechnie do napędu jednostek pływających.
W 1893 r. Buz zawarł historyczną umowę z Rudolfem Dieslem, dotyczącą wykorzystania prac tego ostatniego w zakresie silników spalinowych („Theorie und Konstruktion eines rationellen Wärmemotors“). Tylko niezachwianej wierze Buza w realność teorii Diesla należało zawdzięczać, że po kilku latach kosztownych badań i eksperymentów w 1897 r. fabrykę mógł wreszcie opuścić pierwszy udany egzemplarz silnika wysokoprężnego (stacjonarnego). W następnych latach kierowany przez H. Buza zakład podejmował produkcję coraz to doskonalszych silników, zastosowanych m.in. do napędu niemieckich okrętów podwodnych (U-Bootów) w czasie I wojny światowej.
W 1898 r. Buz połączył fabrykę w Augsburgu z działającą w Norymberdze „Maschinenfabrik-Aktiengesellschaft Nürnberg“ tworząc firmę, która od 1909 r. działała pod nazwą „Maschinenfabrik Augsburg-Nürnberg Aktiengesellschaft“ (MAN – dzisiejsza MAN SE). Kierował jej augsburskim oddziałem do 1913 r. W czasie rządów Buza w augsburskiej firmie zatrudnienie w niej wzrosło od 450 osób w 1884 r. do 4000 w 1913 r.
W 1889 r. z inicjatywy H. Buza została założona działająca do dzisiaj spółka Augsburska Kolej Lokalna (niem. Augsburger Localbahn GmbH). Angażował się również w budowę i utrzymanie parków miejskich w Augsburgu.